# المفاعلات النووية الجيل الرابع
المفاعلات النووية الجيل الرابع هي عبارة عن مجموعة من تصاميم المفاعلات النووية التي يجري بحثها حاليا للتطبيقات التجارية.

## نبذة

مفاعل سريع بتبريد الغاز

حصل تصميم المفاعلات النووية الجيل الرابع الأكثر تطوراً وهو مفاعل سريع بتبريد الصوديوم على أكبر حصة من التمويل على مر السنين من خلال تشغيل عدد من المنشئات حيث صُمِّمَ بتطوير دورة وقود مغلقة مستدامة للمفاعل حيث تعتبر المفاعلات السريعة بتبريد الصوديوم وهو تقنية أقل تطوراً يحتمل أن يكون له أكبر قدر من السلامة الكامنة في النماذج الستة.

## آلية العمل
تعمل تصميمات المفاعل ذات درجة الحرارة العالية جدا عند درجات حرارة أعلى من ذلك بكثير. وهذا يسمح بتحليل كهربائي بدرجة حرارة عالية لإنتاج الهيدروجين بكفاءة وتخليق أنواع الوقود المحايدة للكربون.

## التصاميم
من غير المتوقع أن تكون غالبية التصميمات الستة متاحة للبناء التجاري حتى عام 2020 حيث تعتبر غالبية المفاعلات العاملة في جميع أنحاء العالم حاليا أنظمة مفاعلات من الجيل الثاني حيث إن الغالبية العظمى من أنظمة الجيل الأول قد تقاعدت منذ زمن وهناك عدد قليل فقط من مفاعلات الجيل الثالث قيد التشغيل من عام 2014.
مفاعلات الجيل الخامس  للمفاعلات وهي نظرية بحتة وبالتالي لا تعتبر حتى الآن واقعية على المدى القصير  مما أدى إلى محدودية التمويل من أجل البحث والتطوير.